# 97637 Blennert
97637 Blennert è un asteroide della fascia principale. Scoperto nel 2000, presenta un'orbita caratterizzata da un semiasse maggiore pari a 3,0682279 UA e da un'eccentricità di 0,1628579, inclinata di 14,90818° rispetto all'eclittica.